# Římskokatolická farnost Jistebnice
Římskokatolická farnost Jistebnice je územním společenstvím římských katolíků v rámci táborského vikariátu Českobudějovické diecéze.

## O farnosti

### Historie
V roce 1262 je Jistebnice doložena jako trhová ves. Tehdy již zde zřejmě stál románský kostelík. Ten byl v 80. letech 14. století přestavěn goticky a tehdy zde existovala plebánie. Farnost od těch dob kontinuálně trvá, aniž by byla kdy zrušena (na rozdíl od řady farností, respektive plebánií, v okolí, které v důsledku dějinných událostí /např. husitských válek/ zanikaly a k nápravě tohoto neutěšeného stavu došlo až v 18. století). V roce 1872 byl na půdě jistebnické fary nalezen tehdejším gymnaziálním studentem Leopoldem Katzem tzv. Jistebnický kancionál. V roce 1906 byla farnost povýšena na děkanství. Titul děkanství byl později z názvu farnosti vypuštěn, ovšem pokud by do farnosti byl ustanoven farář (a nikoliv pouze administrátor, buď sídelní či ex currendo), náležel by mu titul děkana.

### Současnost
Farnost byla delší dobu administrována ex currendo premonstráty z kláštera v Milevsku (písecký vikariát), od roku 2016 došlo ke změně. Farnost byla pak administrována ex currendo knězem z komunity Misionářů oblátů Panny Marie Neposkvrněné z farnosti Tábor-Klokoty. K 1. červenci roku 2019 byl opětovně ustanoven sídelní duchovní správce a od 1. 1. 2020 byla k Jistebnici přifařena sloučením zaniklá Římskokatolická farnost Hodušín. 
| Fotografie | Kostel                          | Místo      | Bohoslužba             | Bohoslužba                           | Poznámka     |
| ---------- | ------------------------------- | ---------- | ---------------------- | ------------------------------------ | ------------ |
|            | Kaple                           | Hodkov     | neslouží se pravidelně | neslouží se pravidelně               | kaple        |
|            | Kaple                           | Hůrka      | neslouží se pravidelně | neslouží se pravidelně               | obecní kaple |
|            | Kaple sv. Máří Magdalény        | Jistebnice | neslouží se pravidelně | neslouží se pravidelně               | kaple        |
|            | Kostel sv. Michaela, archanděla | Jistebnice | neděle středa pátek    | 9.30 18.00 v zimě, 19.00 v létě 7.45 | farní kostel |
|            | Kaple                           | Vlásenice  | neslouží se pravidelně | neslouží se pravidelně               | obecní kaple |